# Staatliche Fachschule Gotha
Die Staatliche Fachschule für Bau, Wirtschaft und Verkehr (FSBWV) in Gotha ist eine Fachschule in Trägerschaft des Freistaates Thüringen. Sie dient der Weiterbildung von Fachkräften in den Bereichen Bau, Wirtschaft und Verkehr.

## Geschichte
Durch den Zusammenschluss der Ingenieurschule für Bauwesen und der Ingenieurschule für Transportbetriebstechnik in Gotha wurde am 1. September 1994 die Staatliche Fachschule für Bau, Wirtschaft und Verkehr gebildet.
Im Jahre 1802 gründete der Ratskämmerer Dürfeld die Sonntagsschule für junge Handwerkerburschen. Durch den Erlass des Herzogs von Sachsen-Gotha-Altenburg wurde diese Schule 1805 eine Staatsanstalt und trug dann den Namen Herzogliche Sonntagsschule für junge Handwerker. Ab 1834 wurde der Ausbildungsbetrieb werktäglich aufgenommen, und 1960 das Fern- und Abendstudium eingeführt. 1990 wurde Schule um die Fachrichtung Versorgungstechnik erweitert.
1955 wurde die  Ingenieurschule für Transportbetriebstechnik als Ingenieurschule für Eisenbahnbetriebs- und Verkehrstechnik in Erfurt gegründet und 1958 in die Friedrichstraße (damals: Karl-Marx-Straße) nach Gotha verlegt. 1965 wurde hier die Informatikausbildung begonnen, bevor 1969 die Ausbildung der Verkehrsingenieure für Straßentransport und Nahverkehr dazu kam. 1983 wurde auch die Fachrichtung ITUL (Innerbetriebliche Transport-, Umschlag- und Lagerprozesse) integriert. Nach der politischen Wende 1989/90 begannen in den Jahren 1992/93 die Aufstiegsfortbildungen zum Staatlich geprüften Betriebswirt, Logistiker und Techniker für Verkehrstechnik.
Seit 2006 arbeiten die Fachschule Gotha und die Fachhochschule Erfurt auf der Grundlage einer Kooperationsvereinbarung zusammen. In dieser bringt die Fachrichtung Verkehrstechnik der Fachschule Gotha spezifische Lehrgebiete bzw. Ausbildungsmodule und Praxistrainings im Eisenbahnbetriebsfeld in den dualen Studiengang „Eisenbahnwesen“ zum Studienabschluss Bachelor of Engineering ein.

## Standorte

### Standort Friedrichstraße

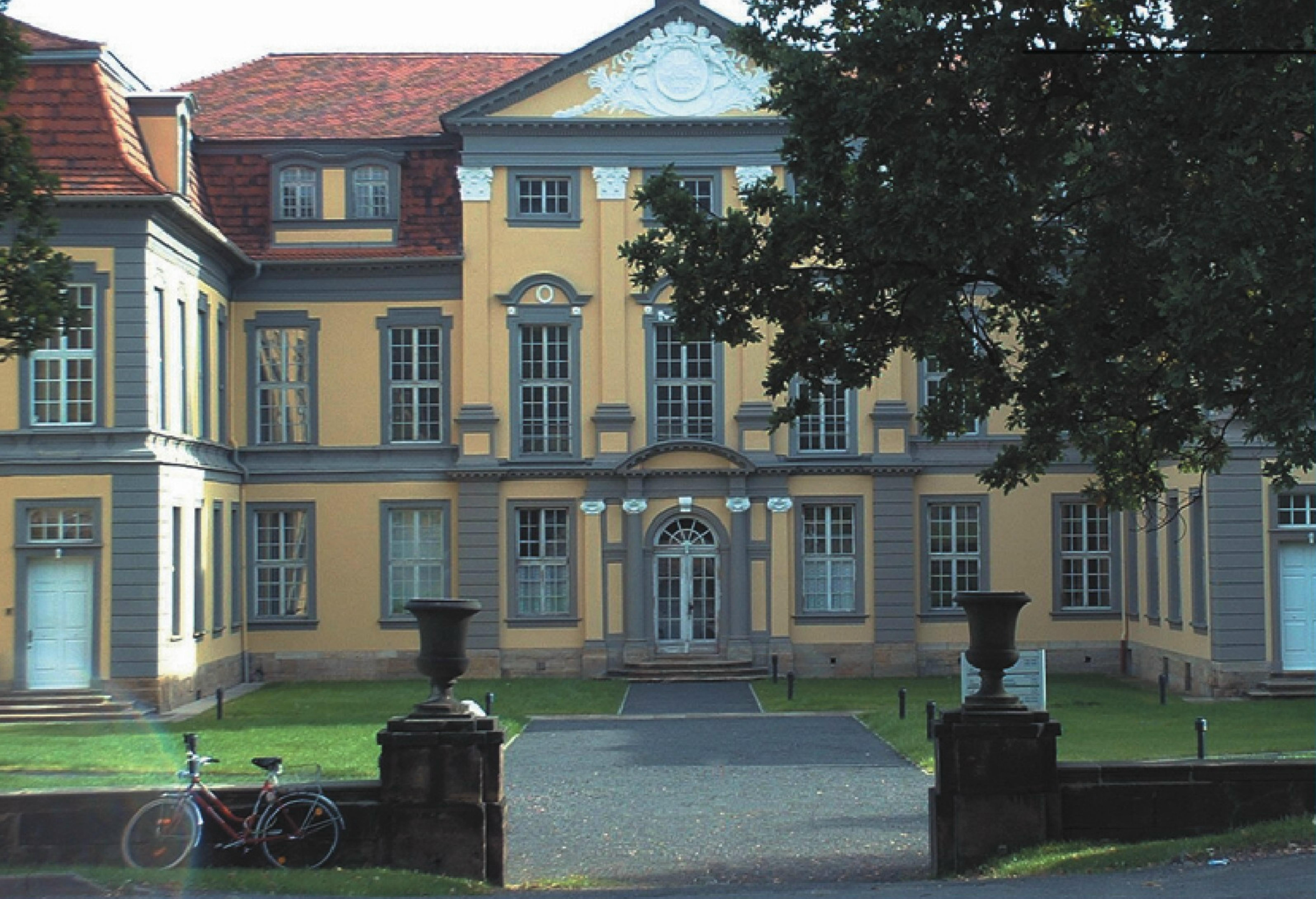
Gebäude Friedrichstraße

Die ehemalige Rentamtskasse wurde von Alfred Cramer (Absolvent der Gothaer Baugewerbeschule) 1906–1908 erbaut und war bis 2014 Schulgebäude. Am Standort Friedrichstraße werden im Schloss Friedrichsthal vor allem Studenten der Fachrichtung Verkehrstechnik. Dieser Teil der heutigen Fachschule wurde 1708–1711 als Sommerpalais für den Gothaer Herzog Friedrich II. durch den Oberbaudirektor W. Ch. Zorn von Plobsheim erbaut. Hier befindet sich ebenfalls das Eisenbahnbetriebsfeld zur Ausbildung für die angehenden Verkehrstechniker und Bachelor of Engineering.

### Standort Trützschlerplatz

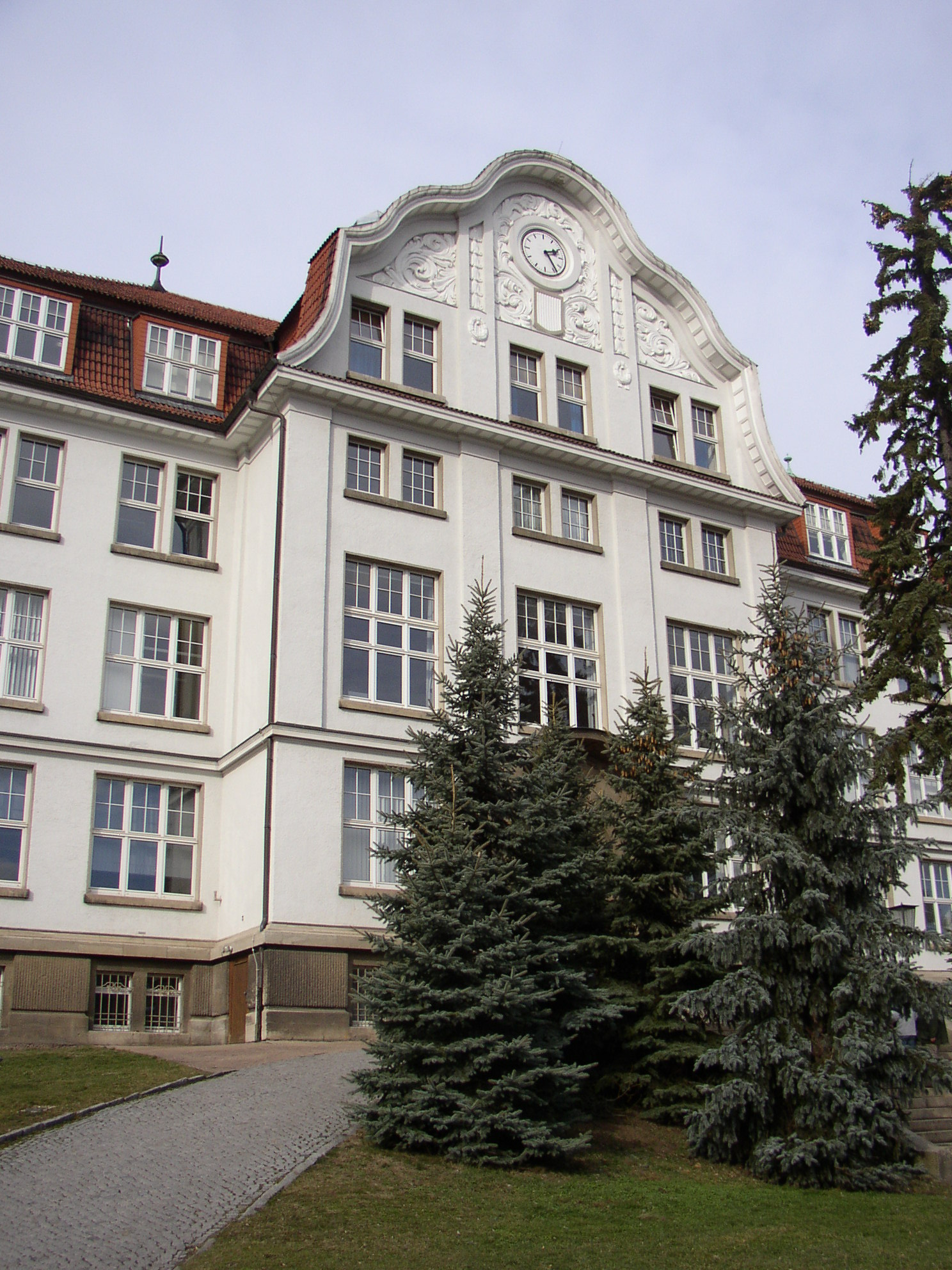
Gebäude Trützschlerplatz

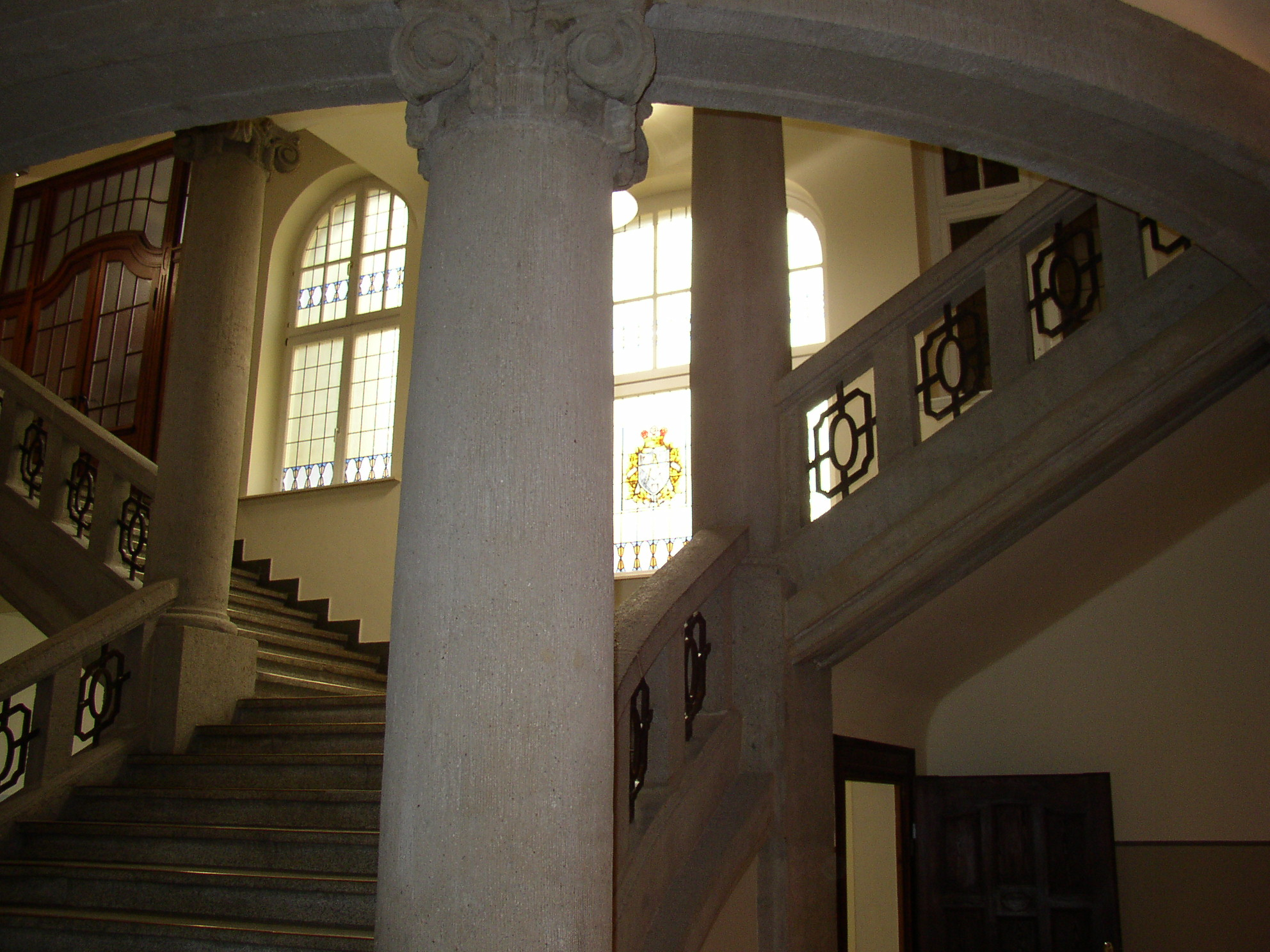
Treppenhaus, Trützschlerplatz

Am Standort Trützschlerplatz befindet sich das 1910–1911 errichtete Gebäude der ehemaligen Ingenieurschule für Bauwesen. Errichtet wurde es ebenfalls durch Alfred Cramer, dem dafür der Titel Baurat verliehen wurde. Heute werden in diesem Gebäude die Fachrichtungen Bautechnik, Baudenkmalpflege, Informatik, Versorgungstechnik, Betriebswirtschaft sowie Teile der Fachrichtungen Verkehrstechnik und Logistik ausgebildet. In unmittelbarer Nähe des Schulgebäudes befinden sich eine große Mensa, die teilweise für Unterricht genutzt wird, der Studentenkeller („Stuk“) und das aktuell nicht mehr genutzte Wohnheim.

## Berufliche Aufstiegsweiterbildung
Die Aufstiegsweiterbildung an der Fachschule erfolgt in halbjährlichen, einjährigen, zweijährigen und vierjährigen Bildungsgängen. Die Bildungsgänge können dabei in Voll- oder Teilzeitform sowie als Fernstudiengang absolviert werden. Für jeden Bildungsgang gibt es einen Pflichtbereich und einen Wahlbereich. Der Pflichtbereich besteht aus einem fachrichtungsübergreifenden und einem fachrichtungsbezogenen Teil des jeweiligen Fachbereichs. Der Wahlbereich umfasst weitere Zusatzangebote der Fachschule, z. B. Vorbereitung auf die Ausbildereignungsprüfung. Die Aufstiegsweiterbildung ist in fachtheoretischen Unterricht und praxisorientierten Laborunterricht gegliedert. Der Laborunterricht nimmt dabei einen Anteil von ca. 25 % ein. Darüber hinaus wird die Zusatzqualifikation zum/r „Staatlich geprüften Technischer Betriebswirt/in“ angeboten.

## Zulassungsvoraussetzungen
Um an der Fachschule aufgenommen zu werden, müssen die Bewerber mindestens über einen Realschulabschluss mit anschließender Berufsausbildung sowie über eine einjährige Berufspraxis verfügen. Auch für Studienabbrecher ist es durch eine Sonderzulassung möglich, ebenfalls an dieser Aufstiegsweiterbildung teilzunehmen.
Für die Zusatzqualifikation „Staatlich geprüfte/r Technischer Betriebswirt/in“ ist Aufnahmevoraussetzung ein Abschluss als Techniker oder Meister.

## Abteilungen
Die Studienrichtungen werden durch zwei Abteilungen verantwortet. Diese sind die Abteilungen „Bau, Versorgungstechnik, Informatik“ und „Wirtschaft, Verkehr“.

## Ausbildungsrichtungen

### Fachrichtungsübergreifende Lerngebiete
Der allgemeine Unterricht ist für alle Studierenden der Fachschule gleich und gliedert sich in folgende Unterrichtsfächer:
- Berufs- und Arbeitspädagogik
- Deutsch/Kommunikation
- Fremdsprache
- Sozialkunde
- Unternehmensführung

### Fachrichtung Bautechnik
In der Fachrichtung Bautechnik erfolgt die Aufstiegsweiterbildung zum Staatlich geprüften Techniker in den Schwerpunkten Hochbau und Tiefbau. In dieser Fachrichtung werden folgende Lerngebiete unterrichtet:
| Schwerpunktübergreifende Lerngebiete | Schwerpunktbezogene Lerngebiete |
| ------------------------------------ | ------------------------------- |
| Baubetrieb                           | Angebotswesen/Kalkulation       |
| Bauphysik                            | Baustatik                       |
| Betriebswirtschaft                   | Gebäude- und Entwurfslehre      |
| Chemie/Baustoffe                     | Haustechnik                     |
| Informatik                           | Hochbaukonstruktion             |
| Konstruktionsgrundlagen              | Tragwerksbemessung              |
|                                      | Projektarbeit                   |

### Fachrichtung Baudenkmalpflege und Altbauerneuerung
In der Fachrichtung Baudenkmalpflege und Altbauerneuerung erfolgt die Aufstiegsweiterbildung zum Staatlich geprüften Techniker in den Schwerpunkten allgemeine Baudenkmalpflege und Bausanierung/Bauerneuerung. In dieser Fachrichtung werden folgende Lerngebiete unterrichtet:
| Schwerpunktübergreifende Lerngebiete | Schwerpunktbezogene Lerngebiete |
| ------------------------------------ | ------------------------------- |
| Baubetrieb                           | Angebotswesen/Kalkulation       |
| Bauphysik                            | Baukonstruktion                 |
| Betriebswirtschaft                   | Baustatik                       |
| Chemie/Baustoffe                     | Bauteilsanierung                |
| Informatik                           | Bauwerksbeurteilung             |
| Konstruktionsgrundlagen              | Haustechnik                     |
| Mathematik                           | Tragwerksbemessung              |
|                                      | Vermessung                      |
|                                      | Projektarbeit                   |

### Fachrichtung Betriebswirtschaft
In der Fachrichtung Betriebswirtschaft erfolgt die Aufstiegsweiterbildung zum Staatlich geprüften Betriebswirt in den Schwerpunkten Rechnungswesen/Controlling und Absatzwirtschaft/Marketing. In dieser Fachrichtung werden folgende Lerngebiete unterrichtet:
| Schwerpunktübergreifende Lerngebiete | Schwerpunktbezogene Lerngebiete     |
| ------------------------------------ | ----------------------------------- |
| Betriebswirtschaft                   | Absatzwirtschaft                    |
| Informatik                           | Außenwirtschaft                     |
| Rechnungswesen                       | Controlling                         |
| Recht                                | Logistik/Transport                  |
| Volkswirtschaft                      | Material- und Produktionswirtschaft |
| Wirtschaftsmathematik/Statistik      | Organisation/Technologie            |
|                                      | Personalwirtschaft                  |
|                                      | Steuerlehre                         |
|                                      | Projektarbeit                       |

### Fachrichtung Informatik
In der Fachrichtung Informatik erfolgt die Aufstiegsweiterbildung zum Staatlich geprüften Informatiker mit den Schwerpunkten Wirtschaftsinformatik, Systementwicklung und technische Informatik. In dieser Fachrichtung werden folgende Lerngebiete unterrichtet:
| Schwerpunktübergreifende Lerngebiete | Schwerpunktbezogene Lerngebiete         |
| ------------------------------------ | --------------------------------------- |
| Betriebswirtschaft                   | Kommunikationstechnik/Telekommunikation |
| Informatik                           | Betriebssysteme/Netze                   |
| Mathematik                           | Projektmanagement                       |
| Elektrotechnik/Elektronik            | Programmierung                          |
| Automatisierungstechnik              | Softwaretechnologie                     |
| Recht                                | Datenbanksysteme                        |
|                                      | Projektarbeit                           |

### Fachrichtung Verkehrstechnik
In der Fachrichtung Verkehrstechnik erfolgt die Aufstiegsweiterbildung zum Staatlich geprüften Verkehrstechniker in den Schwerpunkten Eisenbahnbetrieb und Verkehrsmanagement. Dabei werden schwerpunktbezogen folgende Lerngebiete unterrichtet:

#### Verkehrsmanagement
| Schwerpunktübergreifende Lerngebiete | Schwerpunktbezogene Lerngebiete     |
| ------------------------------------ | ----------------------------------- |
| Betriebswirtschaft                   | Fahrzeugtechnik                     |
| Chemie/Stoffkunde                    | Produktplanung                      |
| Informatik                           | Sicherungs- und Betriebsleittechnik |
| Mathematik                           | Technologische Projektierung        |
| Physik                               | Verkehrsanlagen                     |
| Recht                                | Verkehrsmanagement                  |
| Verkehrsbetriebswirtschaft           | Verkehrstechnologie                 |
| Verkehrssysteme                      | Projektarbeit                       |

#### Eisenbahnbetrieb
| Schwerpunktübergreifende Lerngebiete | Schwerpunktbezogene Lerngebiete    |
| ------------------------------------ | ---------------------------------- |
| Betriebswirtschaft                   | Betriebsdienst                     |
| Chemie/Stoffkunde                    | Fahrzeug- und Umschlagtechnik      |
| Informatik                           | Management im Betriebsdienst       |
| Mathematik                           | Personen- und Güterverkehr         |
| Physik                               | Sicherungs- u. Betriebsleittechnik |
| Recht                                | Technologische Projektierung       |
| Verkehrsbetriebswirtschaft           | Verkehrsanlagen                    |
| Verkehrssysteme                      | Projektarbeit                      |

### Fachrichtung Versorgungstechnik
In der Fachrichtung Versorgungstechnik erfolgt die Aufstiegsweiterbildung zum Staatlich geprüften Techniker für Versorgungstechnik. In dieser Fachrichtung werden folgende Lerngebiete unterrichtet:
| Lerngebiete Versorgungstechnik  |
| ------------------------------- |
| Automatisierungstechnik         |
| Bautechnik/Vermessungstechnik   |
| Betriebswirtschaftslehre        |
| Chemie und Werkstoffe           |
| Informatik                      |
| Konstruktionsgrundlagen und CAD |
| Mathematik                      |
| Physik                          |
| Angebotswesen und Kalkulation   |
| Sanitärtechnik                  |
| Heizungssysteme                 |
| Lüftungs- und Klimatechnik      |
| Projektarbeit                   |

## Zusätzliche Abschlüsse
Während oder nach  Abschluss der Aufstiegsweiterbildung besteht die Möglichkeit, zusätzliche Abschlüsse in anderen Fachrichtungen oder Fachbereichen zu erwerben.
Folgende Abschlüsse und Zusatzqualifikationen können erworben werden:
- Staatlich geprüfter Technischer Betriebswirt
- Fachhochschulreife
- Ausbildung (verkürzt) in einer 2. Fachrichtung oder einem 2. Schwerpunkt
- Vorbereitung auf:
  - Ausbildereignungsprüfung
  - Meisterprüfung
  - Technischer Fachwirt
  - Sprachzertifikat in Englisch
  - SiGe-Koordinator[5]